# فضای امن
اصطلاح فضای امن به مکانهایی گفته می‌شود که برای افرادی ایجاد شده که احساس می کنند به حاشیه رانده شده‌اند ، تا گرد هم بیایند تا در رابطه با تجربیات خود با به حاشیه رانده شدن ارتباط برقرار کنند. این فضاها معمولاً در پردیس های دانشگاهی در جهان غرب ،  و همچنین در مکان های کاری نیز مانند مورد نوکیا قرار دارد . 
اصطلاحات فضای امن ، فضای امن تر و فضای مثبت هم ممکن است نشانگر این باشد که معلم ، مؤسسه آموزشی یا بدنه دانشجویی خشونت ، آزار و اذیت و گفتار نفرت را تحمل نمی‌کند و از این طریق مکانی امن برای افراد حاشیه نشین ایجاد می‌کند. 

## نقد
ایده فضاهای امن به این دلیل که موجب تحدید آزادی بیان می شود ، مورد انتقاد قرار گرفته است.    همچنین به دلیل تار کردن مرز بین امنیت در برابر آسیب های جسمی و ناراحت کردن مورد انتقاد قرار گرفته است.  در پاسخ ، طرفداران فضای امن خاطرنشان کرده اند که افراد در گروههای خاصی که به گفتار نفرت آمیز اعتراض دارند ، مستقیماً تحت تأثیر آن قرار می گیرند. 